# FA Cup 1901/1902
Třicátý první ročník FA Cupu (anglického poháru), který se konal od 21. září 1901 do 19. dubna 1902. Celkem turnaj hrálo 32 klubů.
Trofej získal klub Sheffield United FC, který ve finále porazil Southampton FC 1:1 a 2:1 a získal tak podruhé pohár.